# Max Schott (Musiker)

Max Schott (1910)

Max Schott (* 27. Mai 1856 in Altötting; † 9. Mai 1934 in Bad Aibling) war ein bayerischer Militärmusiker. Er war Obermusikmeister beim 10. Infanterieregiment „Prinz Ludwig“ in Ingolstadt.

## Leben
Im Alter von 17 Jahren trat er am 15. Oktober 1873 als Hoboist in das 2. bayerische Jägerbataillon in Burghausen ein, wo er zunächst Violine und Bombardon spielte.
Es folgte ein Besuch des Musikkonservatoriums in München und anschließend am 1. Juni 1878 ein Wechsel zum 10. Infanterieregiment nach Ingolstadt. Er wurde am 4. August 1887 zum Musikmeister, am 1. Januar 1898 zum Militär-Musik-Dirigenten und am 6. März 1909 zum Obermusikmeister befördert.
Er beschäftigte sich jedoch nicht nur mit Militärmusik, sondern bearbeitete und arrangierte auch zahlreiche Werke klassischer Musik, so etwa sämtlicher Sinfonien von Ludwig van Beethoven. Besonders verbunden fühlte er sich jedoch Zeit seines Lebens der Musik von Richard Wagner. Zusammen mit seinem Freund Max Högg vom Königlich Bayerischen Infanterie-Leib-Regiment in München war Schott der erste, der Wagners Musik in die bayerische Militärmusik einführte - und zwar sowohl für Streich- als auch für reines Blasorchester. Darüber hinaus spielte das Musikkorps des 10. Infanterieregiments unter Schotts Leitung aber auch Werke zahlreicher anderer klassischer Komponisten.
Max Schott musizierte mit seiner Kapelle nicht nur in Ingolstadt und Umgebung. Gastspielreisen und Konzerte führten ihn mit seinem Orchester unter anderem nach Berlin, Breslau, Leipzig, Frankfurt am Main sowie mehrfach nach Hamburg. Auch die Stadt Rothenburg ob der Tauber engagierte Schott und seine Kapelle öfters für die Aufführung großer Oratorien, obwohl andere Militärkapellen sehr viel näher bei Rothenburg stationiert waren. Darüber hinaus musizierte er nahezu 25 Jahre beim Salvator-Ausschank auf dem Münchner Nockherberg.
Max Schott war auch ein ausgezeichneter Pianist und gab mit diesem Instrument mehrfach Konzerte.
Er war Mitglied und Dirigent beim Sängerverein sowie der Liedertafel.
Als Kapellmeister des Ingolstädter Stadttheaters dirigierte er Aufführungen zahlreicher Opern, beispielsweise Carmen von Georges Bizet, Der Waffenschmied
von Albert Lortzing oder Cavalleria rusticana von Pietro Mascagni sowie Operetten von Johann Strauss (Sohn) und Karl Millöcker.
Bei einer Umfrage um die Jahrhundertwende, bei der nach dem bekanntesten Mann in Ingolstadt gefragt wurde, nannte die Mehrheit der Befragten Max Schott.
Nach 40-jähriger Dienstzeit wurde er am 12. November 1919 durch den Oberbürgermeister der Stadt Ingolstadt verabschiedet. Sein Abschiedskonzert gab er am 13. November 1919 in Ingolstadt. In seinem neuen Wohnort Bad Aibling wurde ihm zu Ehren 1926, an seinem 70. Geburtstag, ein großes Militärmusikkonzert veranstaltet. Er verstarb am 9. Mai 1934 in Bad Aibling. Seiner anschließenden Beerdigung auf dem Ingolstädter Westfriedhof am 12. Mai folgte eine große Trauergemeinde.
In Erinnerung an sein Wirken erhielt er von der Stadt Ingolstadt ein Ehrengrab auf dem Ingolstädter Westfriedhof. Im Piusviertel im Nordwesten Ingolstadts wurde eine Straße nach ihm benannt. Seine Orden und Ehrenzeichen, sein Dirigentenstab und die Noten mehrerer von ihm komponierter Märsche befinden sich im Stadtarchiv Ingolstadt. Seine Uniform und auch sein Offiziersrock werden im Fundus des Bayerischen Armeemuseums Ingolstadt aufbewahrt.

## Eigene Kompositionen
- Prinz-Ludwig-Marsch
- Zehnermarsch
- Belgrad-Marsch

## Auszeichnungen
- Goldene Hochzeits-Erinnerungs-Medaille
- Prinzregent-Luitpold-Medaille am Jubiläumsband in Bronze (1905)
- König Ludwig-Kreuz
- Königlich-bayerisches Militärverdienstkreuz
- Dienstauszeichnungs-Kreuz für 40 Jahre in der bayerischen Armee